# 永正镇
永正镇，是中华人民共和国甘肃省庆阳市正宁县下辖的一个乡镇级行政单位。
2014年，甘肃省民政厅批复同意撤销永正乡，设立永正镇。

## 行政区划
永正镇下辖以下地区：
刘家堡子村、王沟圈村、纪村、东龙头村、上官庄村、路里村、友好村、堡住村、南住村和佛堂村。